# Glypta lepida
Glypta lepida är en stekelart som beskrevs av Dasch 1988. Glypta lepida ingår i släktet Glypta och familjen brokparasitsteklar. Inga underarter finns listade i Catalogue of Life.